# Gondwana

Die Großkontinente Laurasia und Gondwana in der Trias, etwa vor 200 Millionen Jahren

Gondwana, auch Gondwanaland oder seltener Gondwania, war ein erdgeschichtlicher Großkontinent, der fast über das gesamte Phanerozoikum (das heißt über annähernd 500 Millionen Jahre) die südliche Hemisphäre dominierte. Vom späten Karbon bis in den Jura bildete Gondwana über einen Zeitraum von etwa 150 Millionen Jahren den Südteil des Superkontinents Pangaea. Dieser umfasste im Perm unter Einbeziehung der Schelfmeere eine Fläche von etwa 138 Millionen km², mit einem Anteil Gondwanas von 73 Millionen km².
Mindestens zweimal bildete Gondwana gemeinsam mit den nördlicher gelegenen Kontinentalschollen Laurasias einen Superkontinent:
- mit dem proterozoischen Rodinia vor etwa einer Milliarde Jahren und
- der paläozoischen Pangaea vor 300 Millionen Jahren.

Die Existenz Gondwanas gilt als definitiv gesichert und wird (überwiegend mit Fokus auf das Phanerozoikum) von einer Vielzahl wissenschaftlicher Arbeiten unter paläogeographischen, geologischen, biologischen und klimatischen Aspekten behandelt.

## Namensgebung
1861 wurde vom österreichischen Geologen Eduard Suess für den Urkontinent der Name Gondwana vorgeschlagen. Der Name stammt von der Region Gondwana in Zentralindien (von Sanskrit गोण्डवन, IAST goṇḍavana „Wald der Gonds“, nach dem indischen Volk).
Das Adjektiv gondwana wird in der Biogeographie zur Beschreibung von Verteilungsmustern lebender Organismen verwendet, die nur in zwei oder mehr der jetzt räumlich getrennten Regionen vorkommen, die einst Teil Gondwanas waren, einschließlich der eingeschränkten antarktischen Flora. Zum Beispiel ist die Familie der Silberbaumgewächse (Proteaceae) nur im südlichen Südamerika, in Südafrika und Australien bekannt; sie ist deshalb „gondwana-verteilt“.

## Geologischer Überblick

Mit Hilfe der hier farbig markierten paläobiogeographischen Verbreitungsgebiete von Cynognathus, Mesosaurus, Glossopteris und Lystrosaurus lässt sich die Anordnung heute getrennter Kontinente zu Gondwana rekonstruieren.

Kratone in West-Gondwana

Gondwana umfasste die damals in einer Landmasse vereinigten Kontinente beziehungsweise Kratone von Südamerika, Afrika, Antarktika, Australien, Arabien, Madagaskar, Neuguinea, Zealandia und Indien.
Der Kontinent entstand im späten Neoproterozoikum (System Ediacarium) vor rund 600 Millionen Jahren durch die Kollision von Ost- und Westgondwana bzw. aus den fragmentierten Landmassen des nach erdgeschichtlichem Maßstab „kurzlebigen“  Superkontinents Pannotia im Zuge der Pan-Afrikanischen Orogenese. Lange Zeit in Südpolnähe liegend, verschmolz Gondwana im Oberkarbon (vor ca. 310 Millionen Jahren) aufgrund einer nordwärts verlaufenden Drift mit dem damaligen nordamerikanisch-skandinavischen Kontinent Laurussia und dem Kraton Asiens zum Superkontinent Pangaea. Die Verbindung Gondwanas mit Nordamerika blieb bis in den frühen Jura bestehen. Danach existierte Gondwana wieder als eigenständiger Großkontinent, der allerdings vor etwa 150 Millionen Jahren (gegen Ende des Juras) seinerseits erste Auflösungserscheinungen zeigte, und zwar zunächst zwischen Afrika und Madagaskar, zuletzt durch die Abtrennung Antarktikas von Australien und Südamerika.

## Klima, Geographie und Vegetation

### Paläozoikum

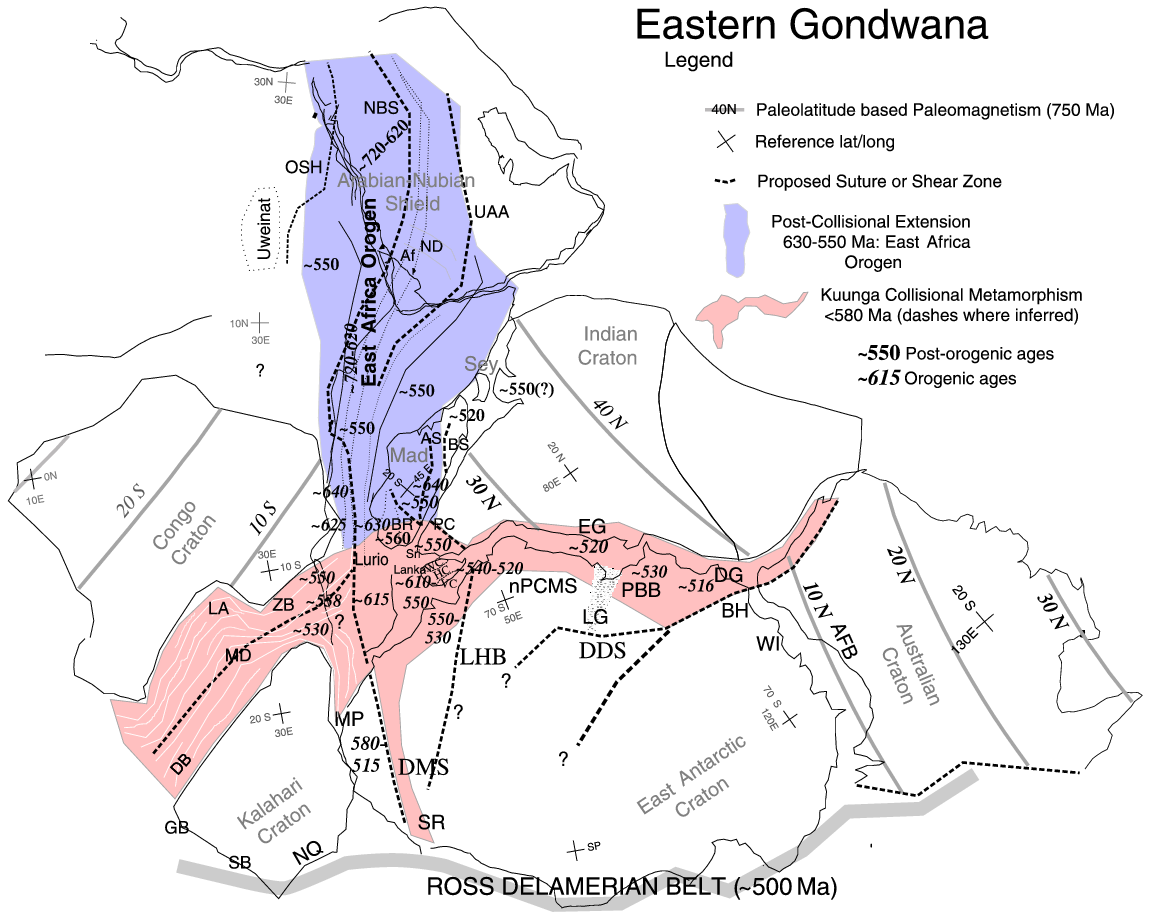
Ost-Gondwana: Orogene und Kuunga-Orogene

Im Laufe des Phanerozoikums wurde Gondwana zweimal weiträumig von Gletschern und Eisschilden bedeckt, das erste Mal während des Ordovizischen Eiszeitalters (auch Hirnantische Eiszeit oder Anden-Sahara-Eiszeit). Dieses begann vor rund 460 Millionen Jahren im Oberen Ordovizium, erreichte seinen Höhepunkt auf der letzten ordovizischen Stufe des Hirnantiums und endete im Unteren Silur vor 430 Millionen Jahren. Anhand glazialer Ablagerungen konnte die Drift und die Bewegungsrichtung des Großkontinents über die südpolaren Regionen in chronologischer Abfolge rekonstruiert werden. Der Kernbereich der Vereisung konzentrierte sich vor 450 bis 440 Millionen Jahren auf die Arabische Platte und anschließend auf die heutige Sahara, wanderte dann westwärts über die damals durchgehende Landverbindung in Richtung Südamerika (Brasilien und unteres Amazonasgebiet) und erfasste vor 430 Millionen Jahren in abgeschwächter Form die Region der noch nicht vorhandenen Andenkette.
Während des Permokarbonen Eiszeitalters (auch Karoo-Eiszeit) wurde Gondwana erneut zum Zentrum großflächiger Vereisungen. Die erste chronostratigraphische Stufe des Karbons, das Tournaisium, verzeichnete nach einer kurzen Erwärmungsphase einen stetigen Abkühlungstrend, der sich im weiteren Verlauf verstärkte und besonders im heutigen südlichen Afrika sowie in Südamerika erste Gletscherbildungen bewirkte. Im Zuge einer zweiten Vereisungsphase im Pennsylvanium vor 318 bis 299 Millionen Jahren dehnten sich die Eisschilde auf die Kratone von Indien und Australien aus, ehe während des Dwyka-Glazials (bis vor 280 Millionen Jahren) das südliche Afrika abermals vergletscherte. Das Permokarbone Eiszeitalter war das zweitlängste Eiszeitalter der Erdgeschichte. Es umfasste einen großen Teil des Karbons und endete im Mittleren Perm vor etwa 265 Millionen Jahren. Die über viele Jahrmillionen nur wenig veränderte Position Gondwanas im Bereich der Antarktis war ein wesentlicher Klimafaktor für die Entstehung der beiden paläozoischen Glazialperioden, da Eisbildungen auf dem Festland generell stabiler und voluminöser sind als über dem offenen Meer und sich durch den Prozess der Eis-Albedo-Rückkopplung weiter verstärken.

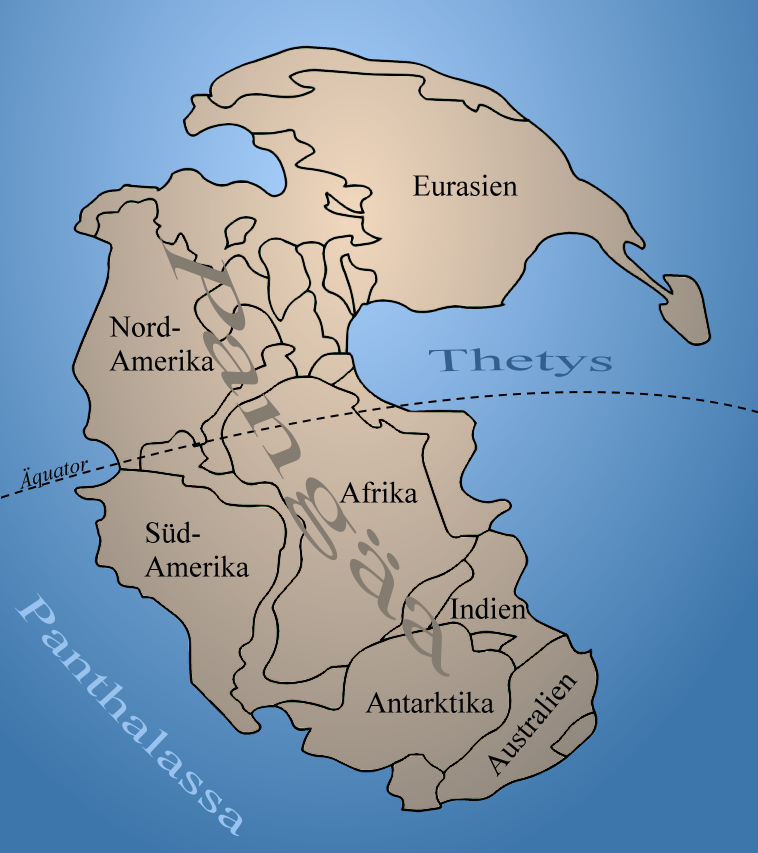
Der Superkontinent Pangaea im Unterperm vor ca. 280 Millionen Jahren

In den letzten 10 bis 15 Millionen Jahren des Karbons wechselten in rascher Folge verschiedene Klimazustände, mit ausgeprägten Schwankungen der CO2-Konzentration zwischen 150 und 700 ppm und entsprechenden Fluktuationen des Meeresspiegels (Glazialeustasie), Durch zunehmend aride Klimabedingungen erfolgte im späten Karbon die Dezimierung der äquatorialen Regenwälder, und ebenso verschwanden viele Feucht- und Sumpfgebiete. Während des Übergangs vom Karbon zum Perm entstanden neue Waldbiotope, die an ein kühleres und trockenes Klima mit jahreszeitlich bedingten Temperaturschwankungen angepasst waren. Ein Beispiel für diesen Wandel ist die kälteresistente und laubabwerfende Glossopteris-Flora im südlichen Teil von Gondwana, die sich dort zu einem weit verbreiteten Pflanzentypus entwickelte.
Charakteristisch für Groß- und Superkontinente sind ein ausgeprägtes Kontinentalklima mit einer Jahres-Temperaturamplitude bis 50 °C, umfangreiche Trocken- und Wüstengebiete im Landesinneren sowie eine gering ausgeprägte Artenvielfalt im Faunenbereich. Als sich im Oberkarbon die Großkontinente Laurussia und Gondwana zum Superkontinent Pangaea und damit zu einer riesigen Festlandsbarriere zusammengeschlossen hatten, stockte der Wasser- und Wärmeaustausch der äquatorialen Meeresströmungen. Dafür strömte verstärkt antarktisches Kaltwasser an den Küsten Gondwanas entlang nach Norden.

### Mesozoikum
Nachdem sich im Unterperm mit Sibiria die letzte separate Landmasse mit Pangaea vereinigt hatte, herrschte über die weitere Dauer der Periode (abgesehen von späten Ausläufern der Variszischen Orogenese) eine Phase relativer tektonischer Ruhe. Umschlossen vom weltumspannenden Panthalassa-Ozean und der riesigen Meeresbucht der Neotethys im Osten Pangaeas änderte sich bis auf die Abspaltung einiger Terran-Gruppen am Erscheinungsbild des Superkontinents über Jahrmillionen nur wenig.
Mit Beginn des Mesozoikums (Erdmittelalter) kam es im stratigraphischen System der Trias zu ersten Anzeichen tektonischer Aktivitäten, die sich an der Trias-Jura-Grenze (201,3 mya) erheblich verstärkten. Entlang der Plattenränder des heutigen Nordamerikas und Europas entstanden ausgedehnte, bis nach Nordafrika reichende Grabenbrüche mit ersten marinen Ingressionen. Aus dieser Entwicklung, hin zur allmählichen Öffnung des späteren Zentralatlantiks, resultierte die Entstehung der 11 Millionen km² umfassenden Zentralatlantischen Magmatischen Provinz (englisch Central Atlantic Magmatic Province, abgekürzt CAMP). Dieser geologische Prozess hatte gravierende Folgen für Atmosphäre, Klima und Biosphäre und gilt allgemein als primäre Ursache für das zeitgleich auftretende Massenaussterben mit einem Artenschwund um 70 Prozent.
Weitere vulkanische Aktivitätszentren entstanden im Gebiet von Südafrika und Proto-Antarktika in Form der Karoo-Ferrar-Magmaausflüsse mit einer Hauptphase im Mittleren Jura. Diese Ereignisse waren mit einer stark erhöhten Ozeanbodenspreizungsrate verbunden, hatten nachhaltige klimatische Auswirkungen und führten in der Folge zu rasch verlaufenden Erwärmungs- und Abkühlungsphasen. Ebenfalls im Mittleren Jura spaltete sich Madagaskar von Afrika ab, während die Loslösung der Indischen Platte in der Oberkreide vor 90 Millionen Jahren stattfand.

### Känozoikum
Mit der zunehmenden Destabilisierung Gondwanas verlagerte sich Afrika im Zuge der Kontinentalverschiebung in Richtung Europa, was zur Auffaltung der Alpen führte, während die vergleichsweise rasche Verschmelzung der Indischen Kontinentalplatte mit der Eurasischen Platte im Paläogen den Himalaya entstehen ließ. Dieser noch nicht abgeschlossene (rezente) Vorgang wird Alpidische Orogenese genannt.
Am Beginn der Erdneuzeit (Känozoikum) existierte mit den durch Landbrücken verbundenen Kontinentalplatten von Australien, Antarktika und Südamerika noch ein relativ umfangreicher Rest des früheren Großkontinents. Dessen endgültiger Zerfall setzte vor rund 45 Millionen Jahren ein, als sich Australien von Antarktika löste, unter gleichzeitiger Entstehung der Tasmanischen Passage. Vor 34 Millionen Jahren begann sich als Folge plattentektonischer Verschiebungen zwischen Antarktika und Südamerika die heute 480 Seemeilen breite Drakestraße unter fortlaufender Vertiefung zu öffnen. Dadurch entstand im Südpolarmeer der Antarktische Zirkumpolarstrom, der den Atlantik mit dem Pazifischen Ozean verband, Antarktika in der Folge von der Zufuhr wärmeren Meerwassers abschnitt und zu einem deutlichen Klimawandel in dieser Region führte. Parallel dazu setzte eine weltweite Abkühlung an Land und in den Meeren ein.
Die bei einem CO2-Schwellenwert um 600 ppm beginnende Vereisung der nunmehr thermisch und geographisch isolierten südpolaren Festlandsbereiche im frühen Oligozän markierte nicht nur den Beginn des Känozoischen Eiszeitalters, sondern zog auch einen unwiderruflichen Schlussstrich unter die 600 Millionen Jahre währende Geschichte Gondwanas.